# Восточная Ослянка
Восто́чная Осля́нка — река в России, протекает главным образом в Кизеловском районе Пермского края (исток и первый километр течения — в Горнозаводском районе). Устье реки находится в 16 км по левому берегу реки Большая Ослянка. Длина реки составляет 10 км.
Берёт начало в горах Среднего Урала. Исток реки находится на водоразделе бассейнов Косьвы и Чусовой, рядом берут начало небольшие притоки реки Большой Язь (приток Усьвы). Река течёт на северо-запад по ненаселённой холмистой местности. Скорость течения быстрая, характер течения — горный. Впадает в Большую Ослянку ниже деревни Камень.

## Данные водного реестра
По данным государственного водного реестра России относится к Камскому бассейновому округу, водохозяйственный участок реки — Косьва от истока до Широковского гидроузла, речной подбассейн реки — бассейны притоков Камы до впадения Белой. Речной бассейн реки — Кама.
Код объекта в государственном водном реестре — 10010100312111100008645.